# El Rihane
 (avril 2024).
El Rihane (en arabe : الرهان) ou The Bet est une série télévisée algérienne réalisée par l'Égyptien Mahmoud Kamel en mars 2024. Elle est diffusée en Algérie sur la chaîne Ennahar TV et également disponible en Égypte, en Syrie et en Irak avec un doublage, la série a signé un contrat de distribution avec la plateforme de streaming Shahid, appartenant au groupe MBC,.

## Synopsis
La série relate le récit d'Aïssa Ziani, qui, en 2014, est victime d'une injustice flagrante lorsqu'il met au jour des dossiers de corruption. Il est condamné à tort et se retrouve contraint de passer cinq années derrière les barreaux. Animé par une détermination sans faille, il cherche à se venger et à rétablir l'honneur tant de sa propre personne que de sa famille.

## Casting
Le casting de la série comprend les acteurs suivants :
- Abdelkader Djeriou
- Mohammed Khassani
- Abbas Zahmani
- Zahra Harkat
- Djamila Arras
- Ayoub Amriche
- Yasmine Bendaoud
- Lamri Kaouane
- Djamal Ghouti